# 1400
Portal Geschichte | Portal Biografien | Aktuelle Ereignisse | Jahreskalender | Tagesartikel

◄ |
13. Jahrhundert |
14. Jahrhundert
| 15. Jahrhundert | ►

◄ |
1370er |
1380er |
1390er |
1400er
| 1410er | 1420er | 1430er | ►

◄◄ |
◄ |
1396 |
1397 |
1398 |
1399 |
1400
| 1401 | 1402 | 1403 | 1404 | ► | ►►
Staatsoberhäupter  · Nekrolog   · Musikjahr
| Januar | Januar | Januar | Januar | Januar | Januar | Januar | Januar |
| Kw     | Mo     | Di     | Mi     | Do     | Fr     | Sa     | So     |
| ------ | ------ | ------ | ------ | ------ | ------ | ------ | ------ |
| 1      |        |        |        | 1      | 2      | 3      | 4      |
| 2      | 5      | 6      | 7      | 8      | 9      | 10     | 11     |
| 3      | 12     | 13     | 14     | 15     | 16     | 17     | 18     |
| 4      | 19     | 20     | 21     | 22     | 23     | 24     | 25     |
| 5      | 26     | 27     | 28     | 29     | 30     | 31     |        |

| Februar | Februar | Februar | Februar | Februar | Februar | Februar | Februar |
| Kw      | Mo      | Di      | Mi      | Do      | Fr      | Sa      | So      |
| ------- | ------- | ------- | ------- | ------- | ------- | ------- | ------- |
| 5       |         |         |         |         |         |         | 1       |
| 6       | 2       | 3       | 4       | 5       | 6       | 7       | 8       |
| 7       | 9       | 10      | 11      | 12      | 13      | 14      | 15      |
| 8       | 16      | 17      | 18      | 19      | 20      | 21      | 22      |
| 9       | 23      | 24      | 25      | 26      | 27      | 28      | 29      |

| März | März | März | März | März | März | März | März |
| Kw   | Mo   | Di   | Mi   | Do   | Fr   | Sa   | So   |
| ---- | ---- | ---- | ---- | ---- | ---- | ---- | ---- |
| 10   | 1    | 2    | 3    | 4    | 5    | 6    | 7    |
| 11   | 8    | 9    | 10   | 11   | 12   | 13   | 14   |
| 12   | 15   | 16   | 17   | 18   | 19   | 20   | 21   |
| 13   | 22   | 23   | 24   | 25   | 26   | 27   | 28   |
| 14   | 29   | 30   | 31   |      |      |      |      |

| April | April | April | April | April | April | April | April |
| Kw    | Mo    | Di    | Mi    | Do    | Fr    | Sa    | So    |
| ----- | ----- | ----- | ----- | ----- | ----- | ----- | ----- |
| 14    |       |       |       | 1     | 2     | 3     | 4     |
| 15    | 5     | 6     | 7     | 8     | 9     | 10    | 11    |
| 16    | 12    | 13    | 14    | 15    | 16    | 17    | 18    |
| 17    | 19    | 20    | 21    | 22    | 23    | 24    | 25    |
| 18    | 26    | 27    | 28    | 29    | 30    |       |       |

| Mai | Mai | Mai | Mai | Mai | Mai | Mai | Mai |
| Kw  | Mo  | Di  | Mi  | Do  | Fr  | Sa  | So  |
| --- | --- | --- | --- | --- | --- | --- | --- |
| 18  |     |     |     |     |     | 1   | 2   |
| 19  | 3   | 4   | 5   | 6   | 7   | 8   | 9   |
| 20  | 10  | 11  | 12  | 13  | 14  | 15  | 16  |
| 21  | 17  | 18  | 19  | 20  | 21  | 22  | 23  |
| 22  | 24  | 25  | 26  | 27  | 28  | 29  | 30  |
| 23  | 31  |     |     |     |     |     |     |

| Juni | Juni | Juni | Juni | Juni | Juni | Juni | Juni |
| Kw   | Mo   | Di   | Mi   | Do   | Fr   | Sa   | So   |
| ---- | ---- | ---- | ---- | ---- | ---- | ---- | ---- |
| 23   |      | 1    | 2    | 3    | 4    | 5    | 6    |
| 24   | 7    | 8    | 9    | 10   | 11   | 12   | 13   |
| 25   | 14   | 15   | 16   | 17   | 18   | 19   | 20   |
| 26   | 21   | 22   | 23   | 24   | 25   | 26   | 27   |
| 27   | 28   | 29   | 30   |      |      |      |      |

| Juli | Juli | Juli | Juli | Juli | Juli | Juli | Juli |
| Kw   | Mo   | Di   | Mi   | Do   | Fr   | Sa   | So   |
| ---- | ---- | ---- | ---- | ---- | ---- | ---- | ---- |
| 27   |      |      |      | 1    | 2    | 3    | 4    |
| 28   | 5    | 6    | 7    | 8    | 9    | 10   | 11   |
| 29   | 12   | 13   | 14   | 15   | 16   | 17   | 18   |
| 30   | 19   | 20   | 21   | 22   | 23   | 24   | 25   |
| 31   | 26   | 27   | 28   | 29   | 30   | 31   |      |

| August | August | August | August | August | August | August | August |
| Kw     | Mo     | Di     | Mi     | Do     | Fr     | Sa     | So     |
| ------ | ------ | ------ | ------ | ------ | ------ | ------ | ------ |
| 31     |        |        |        |        |        |        | 1      |
| 32     | 2      | 3      | 4      | 5      | 6      | 7      | 8      |
| 33     | 9      | 10     | 11     | 12     | 13     | 14     | 15     |
| 34     | 16     | 17     | 18     | 19     | 20     | 21     | 22     |
| 35     | 23     | 24     | 25     | 26     | 27     | 28     | 29     |
| 36     | 30     | 31     |        |        |        |        |        |

| September | September | September | September | September | September | September | September |
| Kw        | Mo        | Di        | Mi        | Do        | Fr        | Sa        | So        |
| --------- | --------- | --------- | --------- | --------- | --------- | --------- | --------- |
| 36        |           |           | 1         | 2         | 3         | 4         | 5         |
| 37        | 6         | 7         | 8         | 9         | 10        | 11        | 12        |
| 38        | 13        | 14        | 15        | 16        | 17        | 18        | 19        |
| 39        | 20        | 21        | 22        | 23        | 24        | 25        | 26        |
| 40        | 27        | 28        | 29        | 30        |           |           |           |

| Oktober | Oktober | Oktober | Oktober | Oktober | Oktober | Oktober | Oktober |
| Kw      | Mo      | Di      | Mi      | Do      | Fr      | Sa      | So      |
| ------- | ------- | ------- | ------- | ------- | ------- | ------- | ------- |
| 40      |         |         |         |         | 1       | 2       | 3       |
| 41      | 4       | 5       | 6       | 7       | 8       | 9       | 10      |
| 42      | 11      | 12      | 13      | 14      | 15      | 16      | 17      |
| 43      | 18      | 19      | 20      | 21      | 22      | 23      | 24      |
| 44      | 25      | 26      | 27      | 28      | 29      | 30      | 31      |

| November | November | November | November | November | November | November | November |
| Kw       | Mo       | Di       | Mi       | Do       | Fr       | Sa       | So       |
| -------- | -------- | -------- | -------- | -------- | -------- | -------- | -------- |
| 45       | 1        | 2        | 3        | 4        | 5        | 6        | 7        |
| 46       | 8        | 9        | 10       | 11       | 12       | 13       | 14       |
| 47       | 15       | 16       | 17       | 18       | 19       | 20       | 21       |
| 48       | 22       | 23       | 24       | 25       | 26       | 27       | 28       |
| 49       | 29       | 30       |          |          |          |          |          |

| Dezember | Dezember | Dezember | Dezember | Dezember | Dezember | Dezember | Dezember |
| Kw       | Mo       | Di       | Mi       | Do       | Fr       | Sa       | So       |
| -------- | -------- | -------- | -------- | -------- | -------- | -------- | -------- |
| 49       |          |          | 1        | 2        | 3        | 4        | 5        |
| 50       | 6        | 7        | 8        | 9        | 10       | 11       | 12       |
| 51       | 13       | 14       | 15       | 16       | 17       | 18       | 19       |
| 52       | 20       | 21       | 22       | 23       | 24       | 25       | 26       |
| 53       | 27       | 28       | 29       | 30       | 31       |          |          |

| Januar | Januar | Januar | Januar | Januar | Januar | Januar | Januar |
| Kw     | Mo     | Di     | Mi     | Do     | Fr     | Sa     | So     |
| ------ | ------ | ------ | ------ | ------ | ------ | ------ | ------ |
| 1      |        |        |        | 1      | 2      | 3      | 4      |
| 2      | 5      | 6      | 7      | 8      | 9      | 10     | 11     |
| 3      | 12     | 13     | 14     | 15     | 16     | 17     | 18     |
| 4      | 19     | 20     | 21     | 22     | 23     | 24     | 25     |
| 5      | 26     | 27     | 28     | 29     | 30     | 31     |        |

| Februar | Februar | Februar | Februar | Februar | Februar | Februar | Februar |
| Kw      | Mo      | Di      | Mi      | Do      | Fr      | Sa      | So      |
| ------- | ------- | ------- | ------- | ------- | ------- | ------- | ------- |
| 5       |         |         |         |         |         |         | 1       |
| 6       | 2       | 3       | 4       | 5       | 6       | 7       | 8       |
| 7       | 9       | 10      | 11      | 12      | 13      | 14      | 15      |
| 8       | 16      | 17      | 18      | 19      | 20      | 21      | 22      |
| 9       | 23      | 24      | 25      | 26      | 27      | 28      | 29      |

| März | März | März | März | März | März | März | März |
| Kw   | Mo   | Di   | Mi   | Do   | Fr   | Sa   | So   |
| ---- | ---- | ---- | ---- | ---- | ---- | ---- | ---- |
| 10   | 1    | 2    | 3    | 4    | 5    | 6    | 7    |
| 11   | 8    | 9    | 10   | 11   | 12   | 13   | 14   |
| 12   | 15   | 16   | 17   | 18   | 19   | 20   | 21   |
| 13   | 22   | 23   | 24   | 25   | 26   | 27   | 28   |
| 14   | 29   | 30   | 31   |      |      |      |      |

| April | April | April | April | April | April | April | April |
| Kw    | Mo    | Di    | Mi    | Do    | Fr    | Sa    | So    |
| ----- | ----- | ----- | ----- | ----- | ----- | ----- | ----- |
| 14    |       |       |       | 1     | 2     | 3     | 4     |
| 15    | 5     | 6     | 7     | 8     | 9     | 10    | 11    |
| 16    | 12    | 13    | 14    | 15    | 16    | 17    | 18    |
| 17    | 19    | 20    | 21    | 22    | 23    | 24    | 25    |
| 18    | 26    | 27    | 28    | 29    | 30    |       |       |

| Mai | Mai | Mai | Mai | Mai | Mai | Mai | Mai |
| Kw  | Mo  | Di  | Mi  | Do  | Fr  | Sa  | So  |
| --- | --- | --- | --- | --- | --- | --- | --- |
| 18  |     |     |     |     |     | 1   | 2   |
| 19  | 3   | 4   | 5   | 6   | 7   | 8   | 9   |
| 20  | 10  | 11  | 12  | 13  | 14  | 15  | 16  |
| 21  | 17  | 18  | 19  | 20  | 21  | 22  | 23  |
| 22  | 24  | 25  | 26  | 27  | 28  | 29  | 30  |
| 23  | 31  |     |     |     |     |     |     |

| Juni | Juni | Juni | Juni | Juni | Juni | Juni | Juni |
| Kw   | Mo   | Di   | Mi   | Do   | Fr   | Sa   | So   |
| ---- | ---- | ---- | ---- | ---- | ---- | ---- | ---- |
| 23   |      | 1    | 2    | 3    | 4    | 5    | 6    |
| 24   | 7    | 8    | 9    | 10   | 11   | 12   | 13   |
| 25   | 14   | 15   | 16   | 17   | 18   | 19   | 20   |
| 26   | 21   | 22   | 23   | 24   | 25   | 26   | 27   |
| 27   | 28   | 29   | 30   |      |      |      |      |

| Juli | Juli | Juli | Juli | Juli | Juli | Juli | Juli |
| Kw   | Mo   | Di   | Mi   | Do   | Fr   | Sa   | So   |
| ---- | ---- | ---- | ---- | ---- | ---- | ---- | ---- |
| 27   |      |      |      | 1    | 2    | 3    | 4    |
| 28   | 5    | 6    | 7    | 8    | 9    | 10   | 11   |
| 29   | 12   | 13   | 14   | 15   | 16   | 17   | 18   |
| 30   | 19   | 20   | 21   | 22   | 23   | 24   | 25   |
| 31   | 26   | 27   | 28   | 29   | 30   | 31   |      |

| August | August | August | August | August | August | August | August |
| Kw     | Mo     | Di     | Mi     | Do     | Fr     | Sa     | So     |
| ------ | ------ | ------ | ------ | ------ | ------ | ------ | ------ |
| 31     |        |        |        |        |        |        | 1      |
| 32     | 2      | 3      | 4      | 5      | 6      | 7      | 8      |
| 33     | 9      | 10     | 11     | 12     | 13     | 14     | 15     |
| 34     | 16     | 17     | 18     | 19     | 20     | 21     | 22     |
| 35     | 23     | 24     | 25     | 26     | 27     | 28     | 29     |
| 36     | 30     | 31     |        |        |        |        |        |

| September | September | September | September | September | September | September | September |
| Kw        | Mo        | Di        | Mi        | Do        | Fr        | Sa        | So        |
| --------- | --------- | --------- | --------- | --------- | --------- | --------- | --------- |
| 36        |           |           | 1         | 2         | 3         | 4         | 5         |
| 37        | 6         | 7         | 8         | 9         | 10        | 11        | 12        |
| 38        | 13        | 14        | 15        | 16        | 17        | 18        | 19        |
| 39        | 20        | 21        | 22        | 23        | 24        | 25        | 26        |
| 40        | 27        | 28        | 29        | 30        |           |           |           |

| Oktober | Oktober | Oktober | Oktober | Oktober | Oktober | Oktober | Oktober |
| Kw      | Mo      | Di      | Mi      | Do      | Fr      | Sa      | So      |
| ------- | ------- | ------- | ------- | ------- | ------- | ------- | ------- |
| 40      |         |         |         |         | 1       | 2       | 3       |
| 41      | 4       | 5       | 6       | 7       | 8       | 9       | 10      |
| 42      | 11      | 12      | 13      | 14      | 15      | 16      | 17      |
| 43      | 18      | 19      | 20      | 21      | 22      | 23      | 24      |
| 44      | 25      | 26      | 27      | 28      | 29      | 30      | 31      |

| November | November | November | November | November | November | November | November |
| Kw       | Mo       | Di       | Mi       | Do       | Fr       | Sa       | So       |
| -------- | -------- | -------- | -------- | -------- | -------- | -------- | -------- |
| 45       | 1        | 2        | 3        | 4        | 5        | 6        | 7        |
| 46       | 8        | 9        | 10       | 11       | 12       | 13       | 14       |
| 47       | 15       | 16       | 17       | 18       | 19       | 20       | 21       |
| 48       | 22       | 23       | 24       | 25       | 26       | 27       | 28       |
| 49       | 29       | 30       |          |          |          |          |          |

| Dezember | Dezember | Dezember | Dezember | Dezember | Dezember | Dezember | Dezember |
| Kw       | Mo       | Di       | Mi       | Do       | Fr       | Sa       | So       |
| -------- | -------- | -------- | -------- | -------- | -------- | -------- | -------- |
| 49       |          |          | 1        | 2        | 3        | 4        | 5        |
| 50       | 6        | 7        | 8        | 9        | 10       | 11       | 12       |
| 51       | 13       | 14       | 15       | 16       | 17       | 18       | 19       |
| 52       | 20       | 21       | 22       | 23       | 24       | 25       | 26       |
| 53       | 27       | 28       | 29       | 30       | 31       |          |          |

## Ereignisse

### Politik und Weltgeschehen

#### Heiliges Römisches Reich

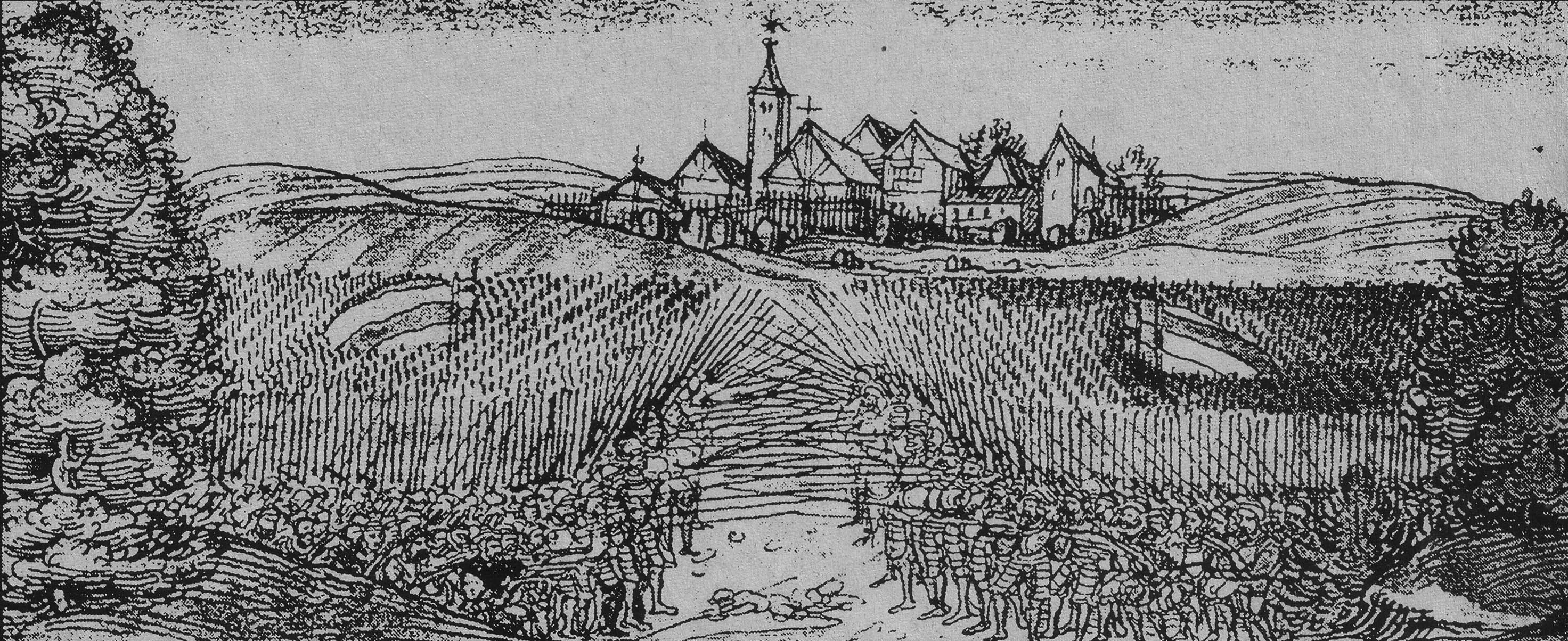
Die Schlacht von Bergtheim in einer zeitgenössischen Darstellung aus der Friesschen Chronik

Die Stadt Würzburg wird im seit vier Jahren dauernden fränkischen Städtekrieg von den Truppen des Fürstbischofs von Würzburg, Gerhard von Schwarzburg, die von den Grafen von Schwarzburg, den Grafen von Henneberg, den Burggrafen von Nürnberg sowie durch Truppen Herzog Ludwigs von Bayern unterstützt werden, belagert und vom Nachschub abgeschnitten, sodass die Belagerten Hunger zu leiden haben. Entgegen den Warnungen des Rates entscheiden die Zünfte daraufhin, einen Ausfall zum vier Fußstunden entfernten Bergtheim zu wagen, da sich im dortigen befestigten Kirchhof die Kornvorräte des Domkapitels befinden. Der Ausfall des angeblich 3.000 Mann starken Bürgerheers findet in der Nacht zum 11. Januar (nach anderen Quellen in der Nacht zum 4. Januar) statt. Bischof Gerhard von Schwarzburg, der krank in der Wasserburg Werneck liegt, erfährt durch Verrat von dem Vorhaben und lässt den Bergtheimer Kirchhof besetzen. Die folgende Schlacht von Bergtheim endet mit einer vernichtenden Niederlage der Aufständischen und der anschließenden Hinrichtung von deren Wortführern.
Die Kurfürsten von Köln, Mainz, Trier und Pfalz sprechen Wenzel von Luxemburg bei einem Treffen am 20. August auf Burg Lahneck bei Oberlahnstein die Regierungsgewalt im deutschen Reich ab und nehmen damit ein negatives Wahlrecht für sich in Anspruch. Sie ersetzen ihn am folgenden Tag durch Ruprecht III. von der Pfalz, der jedoch von den anderen Kurfürsten nicht anerkannt wird. Er wird als zweiter auf dem Königsstuhl von Rhens zum König gewählt, weil die Stadt Frankfurt am Main wegen ihrer Ablehnung von Ruprechts Kandidatur als Wahlort ausgefallen ist.
Gerhard von Schwarzburg stirbt am 9. November in Würzburg. Schon zehn Tage später wird Johann I. von Egloffstein, der ebenfalls an der Schlacht von Bergtheim teilgenommen hat, einstimmig zu seinem Nachfolger als Bischof von Würzburg gewählt. Im Rahmen seiner Finanz- und Verwaltungspolitik teilt er die Stadt Würzburg in vier Teile und vier Vorstädte auf, eine Einteilung, die lange beibehalten werden wird.

#### Republik Venedig

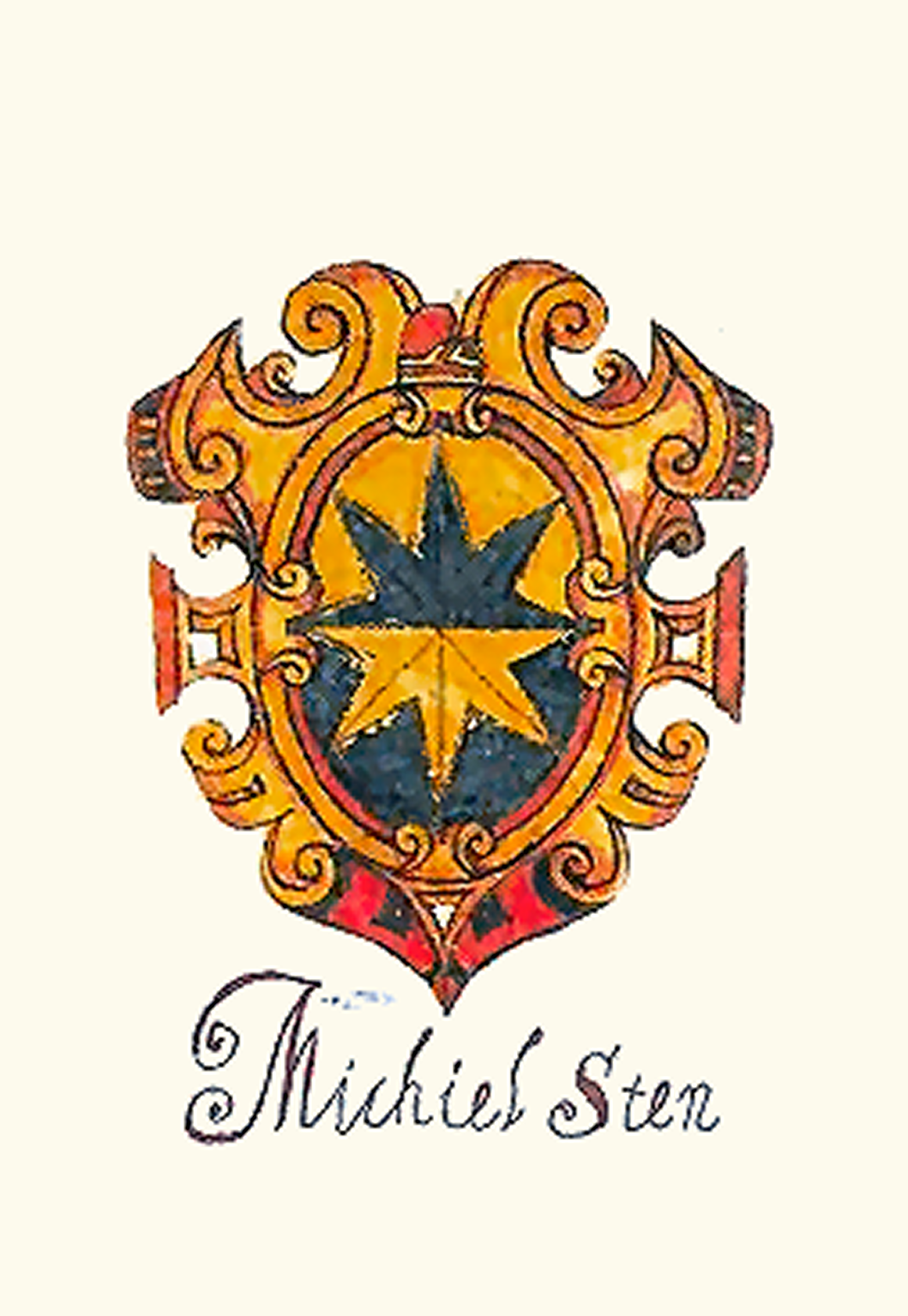
Wappen Michele Stenos

- 23. November: Nach dem Tod von Antonio Venier wird Michele Steno zum neuen Dogen von Venedig gewählt. Seine Wahl wird über Monate durch Veranstaltungen und Umzüge gefeiert. Zeno strebt als Angehöriger der „Kriegspartei“ die Erweiterung des venezianischen Staatsgebietes auf der Terraferma an.

#### England/Wales
- 14. Februar: Nach einem gescheiterten Aufstand von Anhängern des entthronten englischen Königs Richard II. lässt dessen Nachfolger Heinrich IV. ihn entgegen seinen Versprechungen in der Gefangenschaft auf Pontefract Castle wahrscheinlich verhungern.

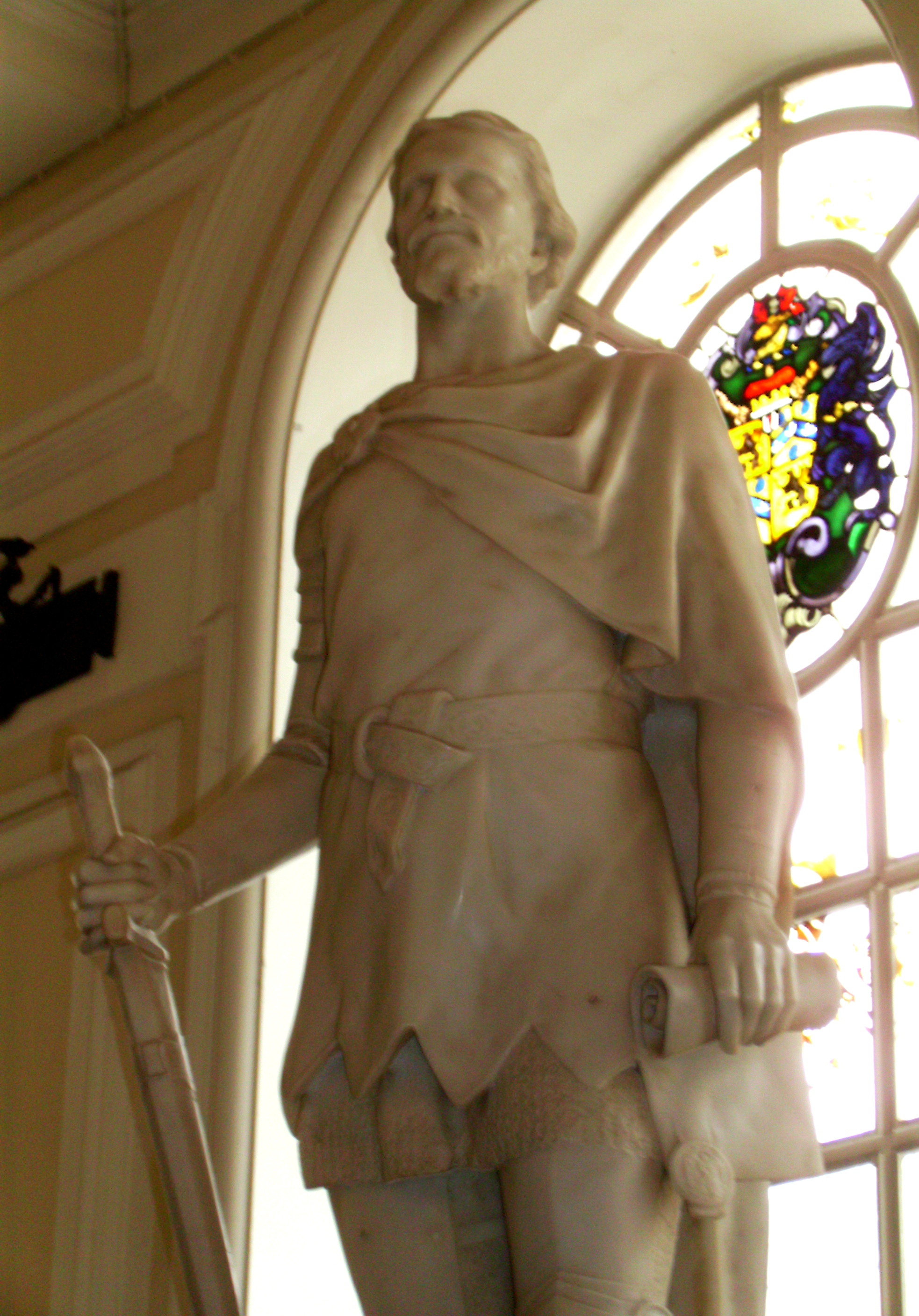
Statue für Owain Glyndŵr im Rathaus von Cardiff

- 18. September: Owain Glyndŵr brennt mit Getreuen anlässlich einer Fehde mit dem benachbarten Adligen Reginald Grey, 3. Baron Grey de Ruthin die nordwalisische Stadt Ruthin weitgehend nieder. In weiteren Orten des Nachbarbesitztums wiederholt er dies. Die Aktion wird zum Keim eines Unabhängigkeitsaufstandes der Waliser gegen den englischen König Heinrich IV., der noch im selben Jahr beginnt.

#### Asien
Jeongjong, zweiter Herrscher der Joseon-Dynastie im koreanischen Königreich Joseon, dankt auf Druck seines Bruders ab, der ihm als Taejong auf den Thron folgt.

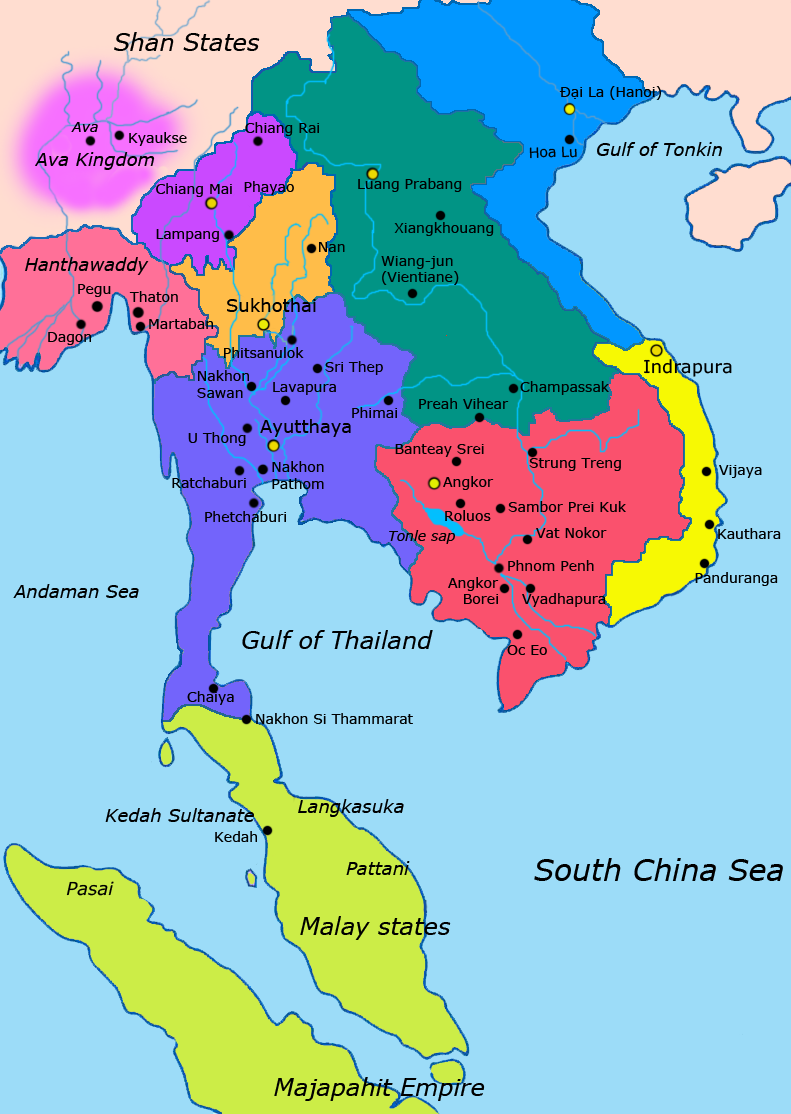
Südostasien um 1400

Die seit 1225 in Vietnam regierende Trần-Dynastie wird von der Ho-Dynastie abgelöst.

#### Urkundliche Ersterwähnungen
- Herbetswil wird erstmals urkundlich erwähnt.

### Kultur
Bernhard von Uissigheim kämpft als Angehöriger des Ortsadels von Uissigheim auf der Seite der bischöflichen Streitmacht in der Schlacht von Bengtheim. Seine literarische Verarbeitung der Schlacht führt zur umfangreichsten politischen Ereignisdichtung des Spätmittelalters und der Frühen Neuzeit. Sein Gedicht mit etwa 2.200 Versen stellt die Aufständischen lächerlich dar und lässt sie als Verräter erscheinen, während der fränkische Adel positiv hervorgehoben wird. Die Dichtung reagiert auch auf Spottdichtungen der Gegenseite.
- um 1400: Der böhmische Dichter Johannes von Tepl verfasst das Werk Der Ackermann aus Böhmen.
- um 1400: Der Text Sir Gawain and the Green Knight entsteht.
- um 1400: Die französischsprachige Historie Ponthus et la belle Sidonie entsteht.
- um 1400: Der Weiche Stil in der Spätgotik erlebt seinen Höhepunkt.

### Gesellschaft
- um 1400: Die Heilquelle Brennerbad wird erstmals urkundlich erwähnt.

### Religion
- An der Jagiellonen-Universität in Krakau wird eine theologische Fakultät gegründet.
- Der Bau der Kirche Santa Maria delle Carceri und eines kleinen Konvents namens Eremo delle Carceri wird von Bernhardin von Siena in Auftrag gegeben.
- Der Orden von San Jorge de Alfama und der Orden von Montesa werden vereinigt.
- um 1400: Die Kirche St. Petri in Magdeburg wird, vermutlich auf Veranlassung des Erzbischofs Albrecht von Querfurt, zu einer dreischiffigen gotischen Hallenkirche umgebaut.

### Katastrophen
- In Europa wütet neuerlich eine Pestepidemie.

### Sport
- um 1400: Bernhardin von Siena berichtet von einem Ballspiel – Gioco del Pallone –, das in den Straßen der Stadt gespielt wird.

## Historische Karten und Ansichten

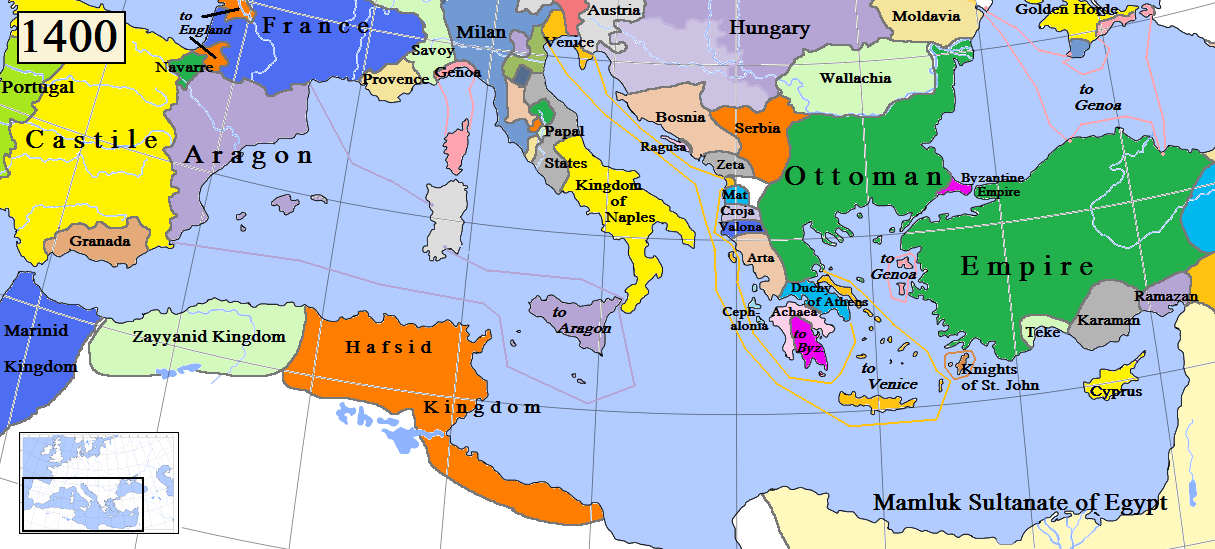
Der Mittelmeerraum um 1400

## Geboren

### Geburtsdatum gesichert
- 13. Januar: Johann von Portugal, Herzog von Aveiro aus dem Hause Avis († 1442)
- 15. März: Guillaume Juvénal des Ursins, Kanzler von Frankreich († 1472)
- 26. März: Bernard VIII. d’Armagnac, Graf von Pardiac, Herzog von Nemours († um 1462)
- 31. Mai: Domenico Capranica, italienischer Humanist und Kardinal der Katholischen Kirche († 1458)
- 26. Juli: Isabel le Despenser, englische Adelige († 1439)
- 25. Dezember: John Sutton, englischer Soldat und Politiker († 1487)

### Genaues Geburtsdatum unbekannt
- Walter Fitzwalter, englischer Adeliger und Militär († 1431)
- Thomas Harrington, englischer Ritter († 1460)
- Heilwig von Holstein, Gräfin von Oldenburg († 1436)
- Richard Neville, englischer Adeliger und Führer der Yorkisten († 1460)
- Stanisław Ostroróg, Woiwode von Posen († 1477)
- Otto II., Regent der Grafschaft Holstein-Pinneberg und der Stammgrafschaft Schauenburg († 1464)

### Geboren um 1400
- zwischen 1390 und 1400: Bernardo Martorell, spanischer Maler und Buchillustrator († 1453)
- Aschikpaschazade, osmanischer Historiograph († verm. nach 1484)
- Gonçalo Velho Cabral, portugiesischer Entdecker († um 1460)
- Eleanor Cobham, englische Hofdame († 1452)
- Bartolomeo Colleoni, italienischer Söldnerführer († 1475)
- Guillaume Du Fay, franko-flämischer Komponist, Sänger und Musiktheoretiker († 1474)
- Bartolomeo Facio, italienischer Humanist und Astrologe († 1457)
- Johannes Fust, deutscher Buchdrucker, Verleger und Geschäftspartner Gutenbergs († 1466)
- Johannes Gutenberg, deutscher Erfinder des Drucks mit beweglichen Lettern († 1468)
- Stephan Krumenauer, deutscher Baumeister († 1461)
- Luca della Robbia, italienischer Bildhauer († 1481)
- Heinrich Rubenow, Bürgermeister von Greifswald und Mitbegründer der Ernst-Moritz-Arndt-Universität († 1462)
- Owain ap Maredudd ap Tudur, walisischer Soldat und Höfling, Stammvater der Familie Tudor († 1461)
- Verena von Waldburg, schwäbische Adelige († 1443)
- Konrad Witz, auch Konrad von Rottweil, deutsch-schweizerischer Maler († um 1446)

## Gestorben

### Todesdatum gesichert
- 9./10. Januar: John Holland, englischer Adeliger und Gegenspieler der Lords Appellant (* um 1352)
- 13. Januar: Thomas le Despenser, englischer Adeliger und Rebell (* 1373)
- 14. Februar: Richard II., König von England (* 1367)
- 24. März: Florentius Radewijns, holländischer Kirchenreformer (* 1350)
- 28. April: Baldus de Ubaldis, italienischer Rechtsgelehrter (* 1327)
- 05. Juni: Friedrich, Herzog von Braunschweig und Lüneburg und im Jahr 1400 deutscher Gegenkönig (* 1357/1358)
- 17. Juni: Johann von Jenstein, Erzbischof von Prag, Patriarch von Alexandria und Kanzler des böhmischen Königs Wenzel IV. (* 1347/1350)
- 17. August: William Arundel, englischer Höfling (* nach 1365)
- 25. Oktober: Geoffrey Chaucer, englischer Schriftsteller und Dichter, Verfasser der Canterbury Tales (* um 1343)
- 09. November: Gerhard von Schwarzburg, Bischof von Naumburg und von Würzburg

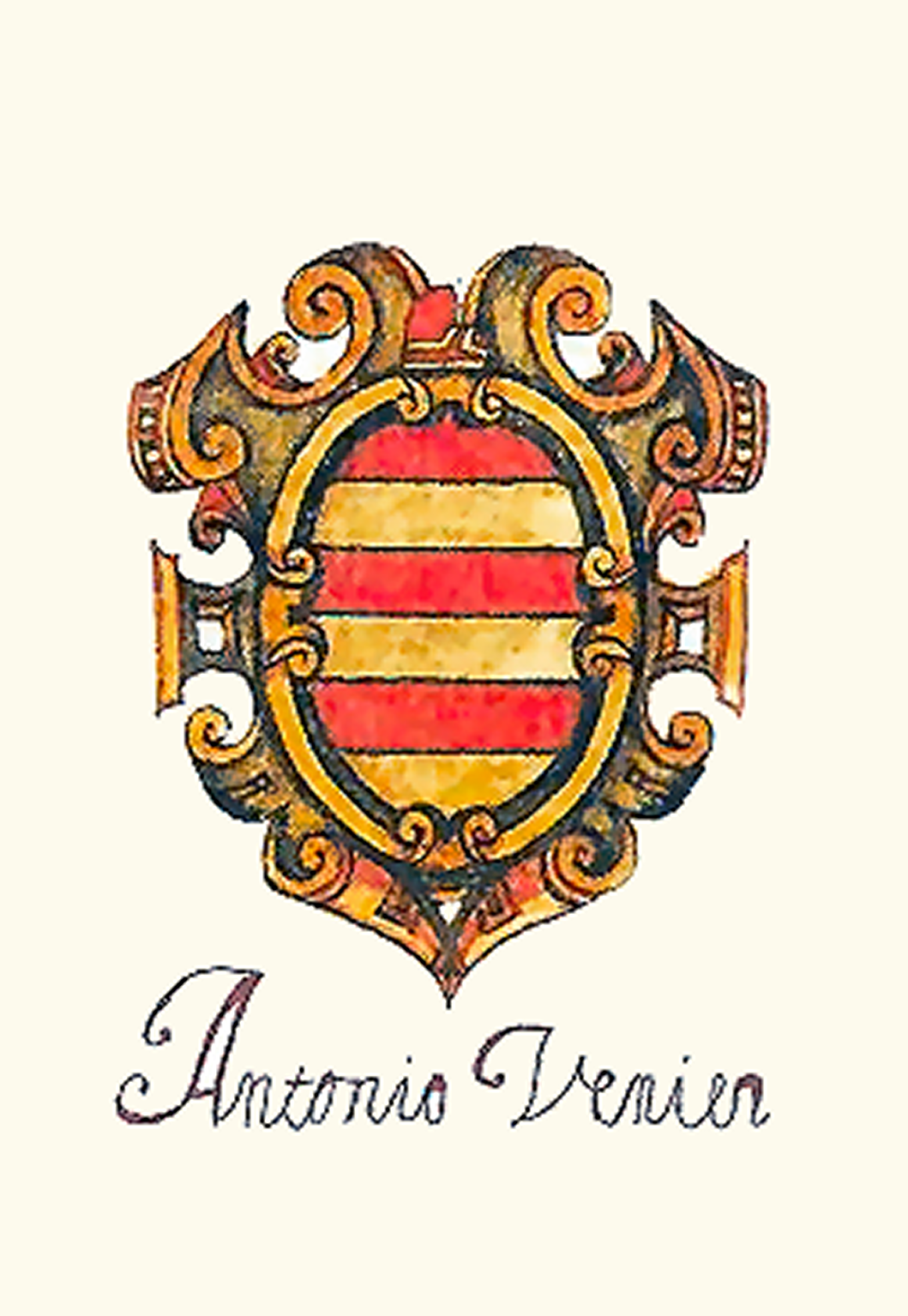
Wappen Antonio Veniers

- 23. November: Antonio Venier, Doge von Venedig (* nach 1325)
- 25. November: Jean d’Outremeuse, Lütticher Kleriker und Chronist (* 1338)
- 16. Dezember: Hans II. Pirckheimer, Nürnberger Patrizier und Ratsherr (* um 1343)
- 24. Dezember: Archibald Douglas, schottischer Adeliger (* um 1325)

### Genaues Todesdatum unbekannt
- August: Franco Sacchetti, italienischer Schriftsteller (* um 1330)

- Hans I. von Angelach-Braubach, deutscher Reichsritter